# Arpentage chromosomique
L'arpentage chromosomique est une méthode de séquençage de choix pour séquencer les fragments d'ADN entre 1,3 et 7 kilobases.
De tels fragments sont trop longs pour être séquencés en une seule séquence lue en utilisant la méthode de Sanger.
Cette méthode consiste à diviser la longue séquence en quelques petites séquences consécutives.